# Heart of Midlothian Football Club 2014-2015
Questa voce raccoglie le informazioni riguardanti l'Heart of Midlothian Football Club nelle competizioni ufficiali della stagione 2014-2015.

## Stagione
- In Scottish Championship gli Hearts si classificano al 1º posto (91 punti), vincono per la 2ª volta la seconda serie e sono promossi in Scottish Premiership.
- In Scottish Cup sono eliminati al quarto turno dal Celtic (0-4).
- In Scottish League Cup sono eliminati al terzo turno dal Celtic (3-0).

## Maglie e sponsor
| Casa | Trasferta |

## Rosa
| N. |                        | Ruolo | Calciatore              |
| -- | ---------------------- | ----- | ----------------------- |
| 1  | Scozia (bandiera)      | P     | Neil Alexander          |
| 2  | Inghilterra (bandiera) | D     | Callum Paterson         |
| 3  | Scozia (bandiera)      | D     | Kevin McHattie          |
| 4  | Scozia (bandiera)      | D     | Danny Wilson (capitano) |
| 5  | Turchia (bandiera)     | D     | Alım Öztürk             |
| 6  | Francia (bandiera)     | C     | Morgaro Gomis           |
| 7  | Scozia (bandiera)      | C     | Jamie Walker            |
| 8  | Scozia (bandiera)      | C     | Scott Robinson          |
| 9  | Paesi Bassi (bandiera) | A     | Soufian El Hassnaoui    |
| 10 | Scozia (bandiera)      | C     | Jason Holt              |
| 11 | Scozia (bandiera)      | C     | Sam Nicholson           |
| 12 | Scozia (bandiera)      | A     | Billy King              |
| 13 | Scozia (bandiera)      | P     | Jack Hamilton           |
| 14 | Spagna (bandiera)      | C     | Miguel Pallardó         |
| 15 | Scozia (bandiera)      | P     | Scott Gallacher         |
| 16 | Scozia (bandiera)      | A     | Gary Oliver             |
| 17 | Ghana (bandiera)       | C     | Prince Buaben           |

| N. |                        | Ruolo | Calciatore      |
| -- | ---------------------- | ----- | --------------- |
| 18 | Scozia (bandiera)      | A     | Dale Carrick    |
| 19 | Scozia (bandiera)      | A     | James Keatings  |
| 20 | Svezia (bandiera)      | A     | Osman Sow       |
| 21 | Scozia (bandiera)      | C     | Kenny Anderson  |
| 22 | Scozia (bandiera)      | D     | Brad McKay      |
| 23 | Paesi Bassi (bandiera) | A     | Género Zeefuik  |
| 26 | Scozia (bandiera)      | D     | Liam Gordon     |
| 27 | Scozia (bandiera)      | C     | Angus Beith     |
| 28 | Scozia (bandiera)      | A     | Robbie Buchanan |
| 30 | Scozia (bandiera)      | D     | Jordan McGhee   |
| 31 | Scozia (bandiera)      | D     | Liam Henderson  |
| 32 | Scozia (bandiera)      | A     | Alistair Roy    |
| 33 | Scozia (bandiera)      | D     | Aaron Scott     |
| 34 | Scozia (bandiera)      | C     | Sean McKirdy    |
| 35 | Scozia (bandiera)      | C     | Nathan Flanagan |
| 41 | Inghilterra (bandiera) | P     | Bryn Halliwell  |
| 44 | Inghilterra (bandiera) | D     | Adam Eckersley  |